# 培恩公寓

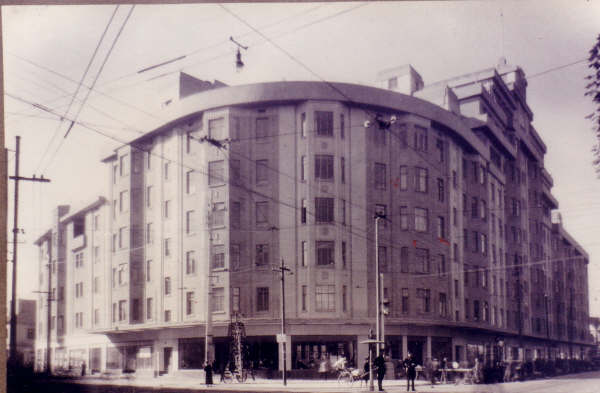
培恩公寓旧照

培恩公寓(英語：Bearn Apartments)，亦名为培文公寓和皮恩公寓，位于上海市黄浦区淮海中路重庆南路路口，现底层为百联集团下属的上海市妇女用品商店。公寓大楼建于1930年，初为法国居民产业，后为孔祥熙所购。1994年成为上海市第二批优秀历史建筑。

## 历史
1920年代，随着上海人口快速增长，上海高层公寓建筑逐渐兴起。1923年，法商万国储蓄会决定出资在霞飞路中段建造公寓大楼，延请法商赉安洋行设计，并于1930年建造完成。1937年抗日战争爆发，出于对于上海时局不稳的忧虑，大楼的相关业主决定抛售该楼。时任国民政府行政院长、财政部长的孔祥熙遂以低价购入。孔祥熙购入时，通常采用英文化名，直至1949年以后，上海进行房产清查时才公之于众。1949年以后，公寓底层曾开设云裳、霞飞、丽都等十多家经营时装的公司，1956年，公私合营开始后，将大楼底层建成上海市妇女用品商店。

## 建筑风格及设施
公寓外观采用装饰艺术风格，清水红砖装饰立面。公寓共由两幢建筑组成，主体为沿街建造的长体型公寓，为6层钢筋水泥结构，中部高9层，顶部设有旗杆。辅楼高4层，后加盖为5层。公寓占地5,200平方公尺，建筑面积达16,665平方公尺。公寓院内设有两个出入口，辅楼底层设有汽车库、锅炉房等附属设施。
主楼底层现为商店店铺，二层以上为住宅。二层主要以二室户的房型为主。三层以上开始为标准层，分别有三室至五室的不同户型，除房间外，每户都配有壁炉、储物间、厨房和卫生间等配套房间。厨房与卫生间一般都建造在临街一侧，以便自然采光和有利通风。另外，为了便于住户倾倒生活垃圾，各楼层均配备垃圾管道直达底层内侧。辅楼称为小培恩公寓，内部主要以三室户的房型为主。